# Karl-Friedrich Stremming
Karl-Friedrich Stremming (* 23. Juli 1951) ist ein ehemaliger deutscher Fußballspieler.

## Werdegang
Der Abwehrspieler Karl-Friedrich Stremming begann seine Karriere beim VfL Mennighüffen und wechselte später zum SC Herford. Er stieg 1976 mit dem Verein in die 2. Bundesliga auf und gab sein Profidebüt am 14. August 1976 beim 3:1-Sieg der Herforder gegen die SG Wattenscheid 09. 1978 stieg Stremming mit seiner Mannschaft in die neu geschaffene Oberliga Westfalen ab und sicherte sich ein Jahr später die Meisterschaft und den direkten Wiederaufstieg. Im Sommer 1981 verpasste Stremming mit seiner Mannschaft die Qualifikation für die eingleisige 2. Bundesliga. Stremming absolvierte 142 Zweitligaspiele und erzielte dabei ein Tor. 
Im Jahre 1985 kehrte Stremming als Trainer zu seinem Heimatverein VfL Mennighüffen zurück und arbeitete als Sportartikel-Kaufmann.